# ستریبرنیتسه (ناحیه پرروف)
ستریبرنیتسه (به چکی: Stříbrnice) یک منطقهٔ مسکونی در جمهوری چک است که در ناحیه پرروف واقع شده‌است. ستریبرنیتسه ۲٫۲۶ کیلومتر مربع مساحت و ۲۶۲ نفر جمعیت دارد و ۲۰۷ متر بالاتر از سطح دریا واقع شده‌است.